# Leibniz-Gymnasium (Dortmund)
Das Leibniz-Gymnasium | Dortmund International School ist ein öffentliches Gymnasium in Dortmund mit zwei Schwerpunkten:
1. Mathematik, Naturwissenschaften und Informatik
2. den Weltsprachen (Englisch, Latein, Französisch, Spanisch und Chinesisch).

Der sprachliche Schwerpunkt wird besonders deutlich im zweisprachigen (bilingualen) Zweig der Schule, der ein deutsch-englisches Unterrichtsangebot macht.
Das Dortmunder Leibniz-Gymnasium ist eine von nur etwa 30 Schulen bundesweit (davon nur die Hälfte öffentliche Schulen, die andere Hälfte sind Privatschulen), die als International Baccalaureate World School zertifiziert sind.
Derzeit werden am Leibniz-Gymnasium etwa 1000 Schüler unterrichtet.

## Geschichte des Leibniz-Gymnasiums
Vorläufer des Leibniz-Gymnasiums war die 1866 am Westenhellweg gegründete 2-klassige Handwerkerschule, die ab 1868 als 6-klassige Gewerbeschule weitergeführt wurde. Die Handwerkerschule konnte nach Beendigung der Volksschule besucht werden. 1878 erfolgte die Abtrennung einer lateinlosen, 6-klassigen höheren Bürgerschule mit 416 Schülern, die 1879 einen repräsentativen Neubau am Hohen Wall mit Aula, Turnhalle und Schulplatz bezog. 1891 wurde die Schule zur Realschule und 1903 als Oberrealschule zur „Vollanstalt“, an der das Abitur gemacht werden konnte. Aus Platzgründen bezog die Schule am 1. April 1917 ein neues Schulgebäude an der Brügmannstraße. Das bisherige Schulgebäude wurde anschließend vom Städtischen Lyzeum II und späteren Schiller-Gymnasium genutzt und am 21. Mai 1943 bei einem alliierten Bombenangriff völlig zerstört.
Bereits 1898 (nach Fertigstellung des Dortmunder Hafens) war mit der Gründung des Dortmunder Oberrealschul-Ruder-Vereins erstmals an einer Dortmunder Schule das Schülerrudern eingeführt worden.
Im Rahmen der nationalsozialistischen Jugend- und Bildungspolitik wurde die Schule 1937 zunächst in Oberschule an der Brügmannstraße und 1938 in Ludendorff-Oberschule umbenannt. Ab 1943 mussten die älteren Schüler der Schule als Luftwaffenhelfer bei den Dortmunder Flakbatterien Kriegsdienst leisten und wurden dort nebenbei weiter unterrichtet. Gleichzeitig erfolgte, wie an anderen Dortmunder Schulen auch, eine kriegsbedingte Evakuierung der Schule, zunächst nach Kahlberg in Ostpreußen und anschließend in den Schwarzwald.
Im Jahr 1952 wurde die Schule in seiner heutigen Form als Gymnasium im Dortmunder Kreuzviertel als mathematisch-naturwissenschaftliches Gymnasium für Jungen neu gegründet. In den 1960er Jahren wurde es vom Kreuzviertel nach Hörde verlegt und in den Räumen des heutigen Phoenix-Gymnasiums untergebracht. Im Jahre 1967 erfolgte der Umzug des inzwischen zweizügigen Gymnasiums in den Neubau an der Kreuzstraße, in eine für die damalige Bauweise innovative Sechseck-Architektur. Die in den 70er-Jahren existierende Schülerzeitung „Hexagon-Papers“ nahm mit ihrem Titel Bezug auf die Form des Gebäudes. Im selben Jahr wurde aus den bisherigen zwei Zügen eine dreizügige Schulstruktur – der dritte Zweig wurde als neusprachliches Gymnasium geführt. Erst 1971 wurden auch Mädchen zum Leibniz-Gymnasium zugelassen. Im Jahr 2006 wurde aus einer dreizügigen Schulstruktur eine vierzügige Schulstruktur, darunter waren zwei der Klassen bilinguale (deutsch-englische) Klassen. Seit 2008 werden Chinesisch und Spanisch als Unterrichtsfächer angeboten. Seit 2013 sind alle vier Züge bilingual.

## Auszeichnungen
1999 wurde die Schule mit dem Titel Schule ohne Rassismus – Schule mit Courage ausgezeichnet.
Im Jahre 2009 wurde das Leibniz-Gymnasium als World School zertifiziert und kann neben dem deutschen Abitur auch das International Baccalaureate vergeben – einen weltweit anerkannten Abschluss, der von der IBO mit Sitz in Genf überwacht wird. Neben traditionellen Schulfächern gehören auch soziales Engagement (CAS: Creativity-Action-Service) und Wissenschaftstheorie (TOK: Theory of Knowledge) zum International Baccalaureate-Curriculum.

## Internationale Partnerschulen
Partnerschulen des Leibniz-Gymnasiums sind
- das Lycée Privé Sacré-Coeur in Amiens
- die Allerton Grange High School in Leeds
- das Summerhill St. Joseph's College in Athlone
- die G.D. Goenka Global School in Hisar (Indien)
- der Schule Melanchthon Bergschenhoek in Bergschenhoek (Niederlande)

## Bekannte Alumni
- Dietmar Bär (* 1961, Abiturientenjahrgang 1981), Schauspieler
- Hans-Heinrich Bass (* 1954, Abiturientenjahrgang 1972[10]), Wirtschaftswissenschaftler und Wirtschaftshistoriker
- Matthias Bleyl (* 1953, Abiturientenjahrgang 1973), Kunsthistoriker und Hochschullehrer
- Ernst Dahlke (1877–1960), Musikpädagoge
- Paul Dahlke (1904–1984), Schauspieler und Hörspielsprecher
- Fritz Droop (1875–1938), Pädagoge, Journalist und Schriftsteller
- Koray Günter (* 1994), Fußballspieler
- Alfred Hause (1920–2005), Violinist, Dirigent und Kapellmeister
- Willy Klapproth (1892–1967), von 1946 bis 1952 Polizeipräsident in Frankfurt am Main und Bürgermeister der Stadt Bensheim
- Reinhard Rauball (* 1946, Abiturientenjahrgang 1966), Jurist, Politiker (SPD) und Präsident von Borussia Dortmund
- Friedrich Julius Reeh (1890–1965), Oberstudienrat in Lübeck und wurde Ende Mai 1945 zu deren kommissarischem Bürgermeister eingesetzt
- Heinrich Schlattmann (1884–1943), hoher deutscher Staatsbeamter zur Zeit des Nationalsozialismus
- Emil Stumpp (1886–1941), Lehrer, Maler und einer der bekanntesten deutschen Pressezeichner der Weimarer Republik
- Werner Warsinsky (1910–1992), Schriftsteller

## Schriften
- Jahres-Bericht über die Städtische Gewerbeschule (Höhere Bürgerschule) zu Dortmund : für das Schuljahr ... 1884-1892 Digitalisat